# Sicale à croupion jaune
Sicalis uropigyalis
Espèce
Statut de conservation UICN

 LC  : Préoccupation mineure
Le Sicale à croupion jaune (Sicalis uropigyalis) est une espèce de passereaux d'Amérique du Sud appartenant à la famille des Thraupidae. Il vit dans la puna des Andes.

Distribution de l'espèce.

## Taxinomie
synonymes
- Sicalis uropygialis.